# マイク・モカンバ・ニャンガウ
マイク・モカンバ・ニャンガウ（Mike Mokamba Nyang'au、1994年8月28日 ‐ ）は、ケニア・ニャミラ出身の陸上競技選手。専門は短距離走。100mで10秒23、200mで20秒38の自己ベストを持つ、100mの元ケニア記録保持者である。父親と兄も世界大会出場やケニア記録保持者になった実績を持つ短距離走選手。

## 経歴
高校時代はラグビーのウイングとして活躍し、2011年にはサファリセブンズ (Safari Sevens) という7人制ラグビーの大会の少年の部にリフトバレー州代表として参加した。

### 2013年
8月15日のモスクワ世界選手権男子4×400mリレー予選に出場し、18歳の若さでシニアの世界大会デビューを果たした。結果は今季ケニア最高記録となる3分06秒29をマークしたものの組7着（全体23位）に終わり、決勝には進めなかった。

### 2015年
7月11日のケニア選手権男子100mにおいて10秒23（+0.8）のケニア新記録を樹立し、2007年にTom Musindeがマークした従来の記録を8年ぶりに0秒03更新した。シニアの世界大会個人種目デビューとなった8月25日の北京世界選手権男子200mでは、予選で自己ベスト（当時20秒48）に迫る20秒51（-0.3）をマークするも準決勝には進めなかった。

### 2016年
8月16日のリオデジャネイロオリンピック男子200m予選でオリンピックデビューを果たす予定だったが、怪我のため棄権した。

## 家族
父親のエルカナ・ニャンガウ（Elkana Nyang'au）は、1987年アフリカ競技大会の4×400mリレーで銀メダルを獲得、1988年ソウルオリンピックの400mと4×100mリレーに出場した実績を持つ。ソウルオリンピックはそれぞれ2次予選と準決勝で敗退したが、1走を務めた4×100mリレーでは準決勝において39秒47のケニア記録（当時）を樹立した。
7歳年の離れた兄のウォルター・ミチュキ・モエンガ（Walter Michuki Moenga）は、2014年の世界リレーや英連邦競技大会などに出場した実績を持つ。世界リレーでは4×200mリレーにおいてアンカーを務め、1分22秒35のケニア記録樹立と5位に貢献した。

## 自己ベスト
記録欄の（　）内の数字は風速（m/s）で、+は追い風を意味する。
| 種目 | 記録          | 年月日        | 場所     | 備考                  |
| 屋外 | 屋外          | 屋外          | 屋外     | 屋外                  |
| ---- | ------------- | ------------- | -------- | --------------------- |
| 100m | 10秒23 (+0.8) | 2015年7月11日 | ナイロビ | 元ケニア記録 高地記録 |
| 200m | 20秒38 (+1.3) | 2016年5月28日 | ナイロビ | 高地記録              |

## 主要大会成績
| 年   | 大会                  | 場所             | 種目    | 結果   | 記録            | 備考           |
| ---- | --------------------- | ---------------- | ------- | ------ | --------------- | -------------- |
| 2011 | 世界ユース選手権      | リール           | 200m    | 準決勝 | 21秒62 (-0.5)   |                |
| 2012 | 世界ジュニア選手権    | バルセロナ       | 100m    | 予選   | 10秒70 (-2.5)   | 全体29位       |
| 2013 | 世界選手権            | モスクワ         | 4x400mR | 予選   | 3分06秒29 (1走) | 全体23位       |
| 2015 | 世界リレー (en)       | ナッソー         | 4x200mR | 予選   | DQ (1走)        | オーバーゾーン |
| 2015 | 世界選手権            | 北京             | 200m    | 予選   | 20秒51 (-0.3)   | 全体31位       |
| 2015 | 世界軍人体育大会 (en) | 聞慶             | 100m    | 準決勝 | 10秒76 (-0.7)   | 全体12位       |
| 2015 | 世界軍人体育大会 (en) | 聞慶             | 200m    | 8位    | 21秒16 (+1.7)   |                |
| 2015 | 世界軍人体育大会 (en) | 聞慶             | 4x100mR | 8位    | 40秒58 (2走)    |                |
| 2016 | アフリカ選手権 (en)   | ダーバン         | 200m    | 予選   | 21秒83 (+0.1)   |                |
| 2016 | オリンピック          | リオデジャネイロ | 200m    | 予選   | DNS             |                |
| 2017 | 世界リレー (en)       | ナッソー         | 4x200mR | 7位    | 1分23秒72 (2走) |                |
| 2018 | 英連邦競技大会 (en)   | ゴールドコースト | 200m    | 予選   | 21秒14 (+0.3)   |                |
| 2018 | 英連邦競技大会 (en)   | ゴールドコースト | 4x400mR | 予選   | 3分13秒52 (2走) | 決勝進出       |